# Jacques Ferny
Pour les articles homonymes, voir Ferny.
Georges François Chervelle dit Jacques Ferny, né à Yerville (Seine-Maritime) le 13 février 1863 et mort à Poigny-la-Forêt (Yvelines) le 8 avril 1936, est un auteur de livrets d'opérettes et pièces de théâtre, poète, chansonnier et goguettier français et montmartrois.
Il fut renommé en son temps pour ses chansons socio-politiques.

## Biographie

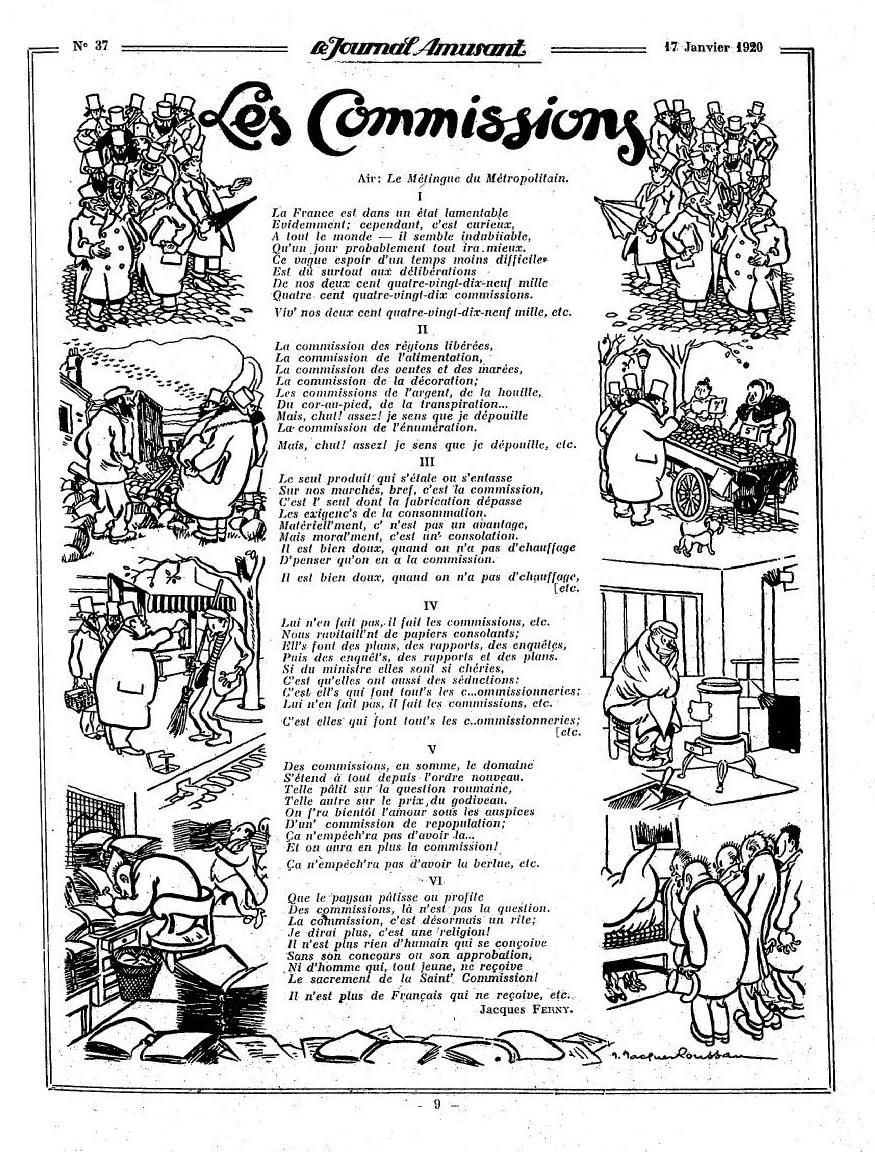
Une chanson de Jacques Ferny publiée en 1920 dans Le Journal amusant, 17 janvier 1920.

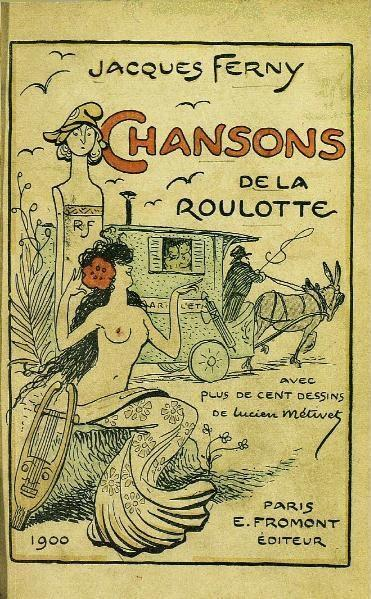
Un recueil de chansons publié en 1900.

Fils d'un notaire d'Yvetot, Georges Chervelle commence ses études au séminaire d'Yvetot et les termine au lycée de Rouen, où il décroche le prix d'Honneur. Après avoir fait son volontariat au 21e Dragons, il entre à l'étude de Me Boullié, avoué à Évreux, chez qui il déploie tout son zèle à expédier... une opérette bouffe, Tomboli-Tombola. L'année suivante, il fait représenter, au Casino Marie-Christine du Havre, une fantaisie basochienne, Trente-cinq Minutes de Procédure. 
Peu de temps après, le théâtre des Arts de Rouen monte de lui Une Nuit à Trianon, « opéra-comique d'une délicieuse fraîcheur et d'une poésie agréablement musquée », musique d'Anacarsi Prestreau. Cette pièce est traduite en italien par Golisciani et créée sous cette forme au théâtre Sannazaro de Naples en 1890, par la cantatrice soprano Fanny Toresella.
En 1887, Ferny monte à Paris, et entre à l'étude de Me Mignon. « L'air de la capitale, saturé de blague et de satire montmartroises, influant sur son cerveau, le jeune clerc renonça à sa première manière et se consacra à la chanson. »
Un soir de 1891, à Montmartre, l'artiste imitateur Florent le présente à Horace Valbel, qui, pendant une absence de Rodolphe Salis, règle les soirées du célèbre cabaret du Chat noir. Timide et quelque peu ému, il chante l'Alibi, l'Écrasé, le Missel explosible et la Visite présidentielle. Ferny est applaudi, félicité, fêté et définitivement engagé.
Jules Jouy ayant quitté la présidence des réunions de la goguette du Chat Noir, sa succession échoit à Ferny. C'est à une de ces réunions que se révèle Vincent Hyspa, avec le Ver solitaire.
En 1893, Ferny fait représenter au Chat Noir une pièce de théâtre d'ombres : Le Secret du Manifestant, dessins de Fernand Fau.
En 1894, en compagnie de Victor Meusy, Jules Jouy et Paul Delmet, Ferny inaugure, dans un local attenant au Nouveau-Cirque, le cabaret du Chien Noir, qu'il ne quitte que pour le théâtre de la Roulotte, où il demeure trois ans.
Ferny chante aussi par la suite dans les principaux cabarets parisiens. Il est très souvent au Cabaret des Quat'z'Arts dont il fut le mémorialiste, et où il anime à partir de février 1905 les jeudis littéraires et en chansons, une goguette qu'il dirige avec un groupe d'amis.
Il fait des tournées qui l'amènent en Roumanie, Turquie et Russie.
Dans les années 1920 il publie des chansons dans le Journal amusant.
En 1927, il succède à Xavier Privas à la présidence de « La Chanson de Paris ».
Ferny a été également administrateur de la SACEM.
Il meurt à Poigny-la Forêt, où il s'était retiré, le 8 avril 1936 à l'âge de 73 ans. Il est inhumé aux côtés de son épouse et de son fils dans le cimetière de Yerville où son tombeau est toujours visible.

## Points de vue sur Ferny
Francisque Sarcey, rendant compte d'une soirée passée au cabaret du Chat Noir :
... Ces messieurs nous ont régalés de morceaux dont quelques-uns sont vraiment délicieux. Il faut tirer de pair M. Jacques Ferny, dont l'originalité est très piquante. Il dit les choses les plus énormes avec un air détaché qui est le plus plaisant du monde. Dans une de ses chansons, il suppose que l'un des hommes les plus austères et les plus graves de la Chambre s'est décidé à faire la fête un soir. Il le nomme ; mais nous, passons. Chaque couplet se termine par un « ohé! ohé! » que le personnage politique lance d'une voix pudique et triste. L'effet est d'un comique irrésistible, qui s'accroît à chaque fois par la répétition. J'ai pouffé de rire. Il y a encore une chanson de lui sur les conférenciers et les chanteuses, qu'il détaille, avec son air de pince-sans-rire, de la façon la plus amusante du monde...
- Léon de Bercy écrit en 1902[5] :

Jacques Ferny, dont la satire est fine, tranchante, met à nu toutes les tares des fantoches de la politique ; il souligne dans la diction son impitoyable ironie par un débit bref, cassant, qui hache les phrases et les mots et provoque une hilarité irrésistible. Ses couplets sont établis avec méthode, lentement élaborés, et livrés seulement au public lorsqu'ils ont atteint le degré voulu de perfection. Nul à Montmartre n'observe comme lui ce précepte de l'Art poétique :
Vingt fois sur le métier remettez votre ouvrage,
Polissez-le sans cesse et le repolissez.
Aussi, chose remarquable, trouve-t-on à la lecture de ses livres autant de plaisir qu'à l'audition de ses chansons. Je dirai plus, on y éprouve une joie nouvelle en constatant la conscience et la recherche de la forme qui ont présidé à la confection de ces petits poèmes frondeurs et si gaiement irrévérencieux.
- Théodore Botrel, dans ses souvenirs, reconnaît en : « Ferny, le maître incontesté de la chanson politico-satirique depuis la mort de Mac-Nab[6] »

- Charles Le Goffic écrit[7] :… « beaucoup de ces chansonniers montmartrois, en même temps que des gens d'esprit, étaient de très braves gens, quelques-uns même, comme Ferny ; des satiristes de grand courage justement redoutés de la canaille parlementaire. »
- Un des biographes de Ferny l'a défini comme : « Un hérisson qui serait cordial ».

## Chansons

### Deux recueils
En 1902, Léon de Bercy note que toutes les chansons de Ferny ont été éditées excepté Éloge de l'Exposition, qu'il chanta durant toute la durée de l'Exposition universelle de 1900 au cabaret des Noctambules. Ces chansons formant deux volumes :
- Chansons immobiles, dites par l'auteur au Chat noir, au Chien noir, aux soirées de la Plume, etc., etc., illustré par Jules Depaquit, E. Fromont éditeur, Paris 1896.
- Chansons de la Roulotte, dites par l'auteur au théâtre de la Roulotte de 1896 à 1899, au Carillon et au Tréteau de Tabarin en 1899-1900 (Montmartre), 252 p. avec plus de 100 dessins de Lucien Métivet et 31 textes en majorité accompagnés par une partition, E. Fromont éditeur, Paris 1900.

### Ses plus grands succès
- La Chanteuse et le Conférencier lire en ligne sur Gallica
- La Disparition du Congo français lire en ligne sur Gallica
- L'Écrasé[8]
- Faute de mieux ou le Meilleur Président lire en ligne sur Gallica. Chanson sur l'élection d’Émile Loubet à la présidence de la République française
- Une chanson de café-concert lire en ligne sur Gallica. Chanson qui se moque du café-concert

## Théâtre d'ombres
- Le Secret du manifestant, drame express en cinq actes, représenté pour la première fois sur le Théâtre des Ombres du « Chat Noir » le 27 novembre 1893, dessins de Fernand Fau, E. Fromont éditeur, Paris, 1894.

## Théâtre
Ferny a donné au théâtre de la Bodinière, aux représentations du Gardénia, dont il a été président, deux actes : Le Papillon dans la Lanterne et Potoir or not Potoir.

## Filmographie
- 1931 : Il est charmant de Louis Mercanton : un buste chantant

## Hommage
- Une rue de Yerville, son village natal, porte son nom.

## Sources
- Notices d'autorité :   - VIAF
  - ISNI
  - BnF (données)
  - IdRef
  - LCCN
  - Italie
  - Pays-Bas
  - WorldCat
- Léon de Bercy, Montmartre et ses chansons, poètes et chansonniers, orné de 5 portraits-charges par Charles Léandre, H. Daragon éditeur, Paris 1902.
- Site Internet Montmartre